# アミュプラザ鹿児島
アミュプラザ鹿児島（アミュプラザかごしま）は、鹿児島県鹿児島市の九州旅客鉄道（JR九州）鹿児島中央駅にある複合商業駅ビルである。運営会社はJR九州グループの株式会社JR鹿児島シティ。

## 施設詳細

### 概要・諸元
鹿児島市の中心駅である鹿児島中央駅に立地する、駅ビルの要素とファッションビルの要素を併せ持つ商業施設であり、2004年開業の「本館」と2014年開業の「プレミアム館」で構成される。鹿児島中央駅エリアが繁華街の天文館地区とともに鹿児島を代表する商業地へと躍進する原動力となり、鹿児島市の商環境に大きな影響を与えた。過去には施設運営のコンサルティングをパルコが行っていた。現在でも一部フロアを109が運営している。屋上に併設してある赤い観覧車（アミュラン）は桜島や錦江湾、鹿児島市内を一望することができ、鹿児島市のランドマーク的な存在となっている。
2004年3月13日の九州新幹線の部分開業（鹿児島中央駅 - 新八代駅間）に合わせる形で建設が進められてきたが、約半年後の同年9月17日にオープンした。オープン当時、JR九州の商業施設としては最大規模であった。また、鹿児島県内の商業施設面積としても百貨店の山形屋を抜いて最大規模であったが、2007年にはイオンモール鹿児島（開業当初は65,587 m2、その後増床し約78,000 m2）が開業し、現在では県内ではイオンモールに次ぐ規模を誇る。
建物は地上6階（一部7階）地下1階で、延床面積約58,400 m2、商業施設面積約33,000 m2、店舗数は251（2024年5月現在）。年間売上高はオープン以降200億円前後で推移してきたが、2014年度は5年連続で過去最高となる約246億円（前年度比+6.0％）となった。また年間入館者数も約1,563万人（前年度比+15.9％）と大幅に増えた。これは、地上7階、売場面積5,000m2、延床面積8,700m2の新館「プレミアム館」のオープンや、本館の大規模リニューアルが奏功したものである。
プレミアム館は、2014年9月26日、アミュプラザ鹿児島のオープン10周年に合わせて、鹿児島中央駅東口にあった大階段部分に建設されたもので、核テナントとして、4階から6階の1,800m2に鹿児島県内初となる都市型生活雑貨の東急ハンズ（現・ハンズ）鹿児島店が出店したほか、鹿児島初進出となる有力セレクトショップなども出店した。併せて、本館においても、SHIBUYA 109 KAGOSHIMAや、県内初の有力セレクトショップが出店するなど、大規模なリニューアルを実施した。テナント数はアミュプラザグループ内では最多となっている。
「アミュプラザ」の名称は、人を楽しませるという意味の英語の「アミューズ (amuse)」 からきており、ヤジロベエをかたどったシンボルマークとともに、アミュプラザ博多（JR博多シティ）、アミュプラザ小倉及びアミュプラザ長崎と共通である。

### 外観
本館は鹿児島中央駅の桜島口（東口）北側に隣接する横長で薄ピンク色のビル。駅舎との隣接部には屋根付き屋外広場「アミュ広場」（約1,900 m2）を備え、大型ビジョン「アミュビジョン」（当初は4:3画角であったが、2016年ごろに16:9のビジョンに更新されている。）が設置され、各種イベントに利用されている。
屋上に設置されている観覧車「アミュラン」は最大高約91 mを誇り、鹿児島市内の非常に広い範囲から視認可能であることから、鹿児島市都心部の新たなランドマークとして親しまれている。
正面の外壁には、利用者の要望を受けて、オレンジ色の発光ダイオードを利用した縦1 m、横2.2 mのデジタル時計が設置されている。
プレミアム館は鹿児島中央駅の駅舎本屋に直結している漆黒のビル。ビルの正面には黄金のアミュプラザマーク、ハンズのロゴ、および鹿児島中央駅の駅名標が描かれている。1階の正面はプレミアム館の出入り口の他、鹿児島中央駅に入出するための階段・エスカレーターが設置されており、鹿児島中央駅の桜島口（東口）も兼ねている。

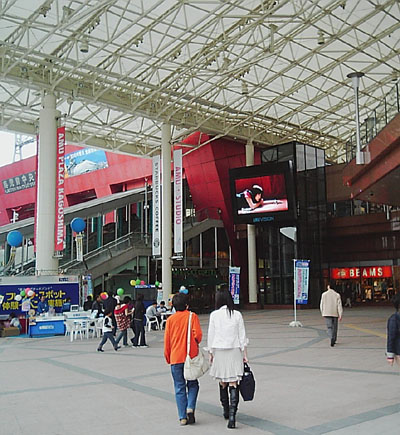
アミュ広場
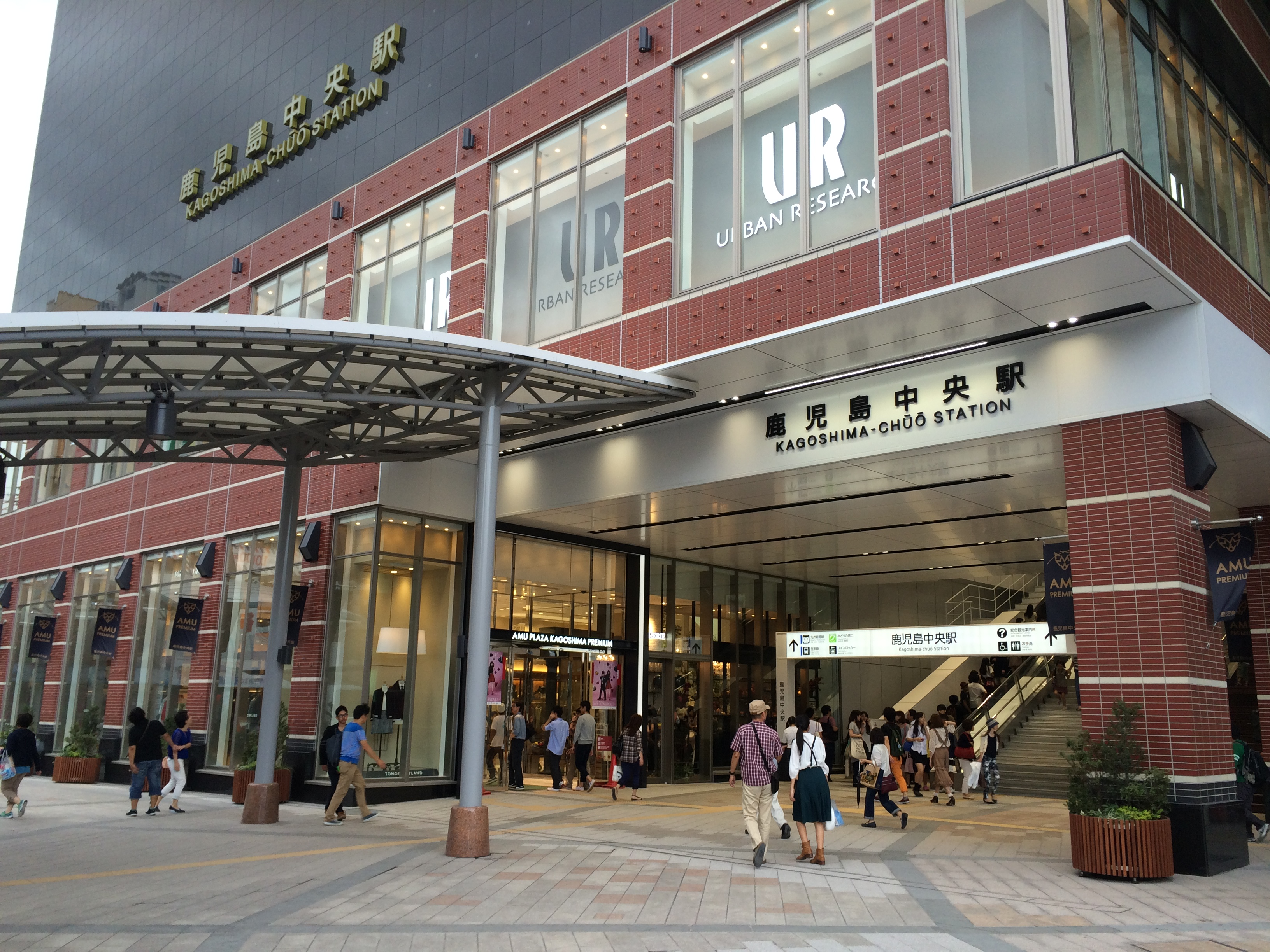
プレミアム館

### フロア構成

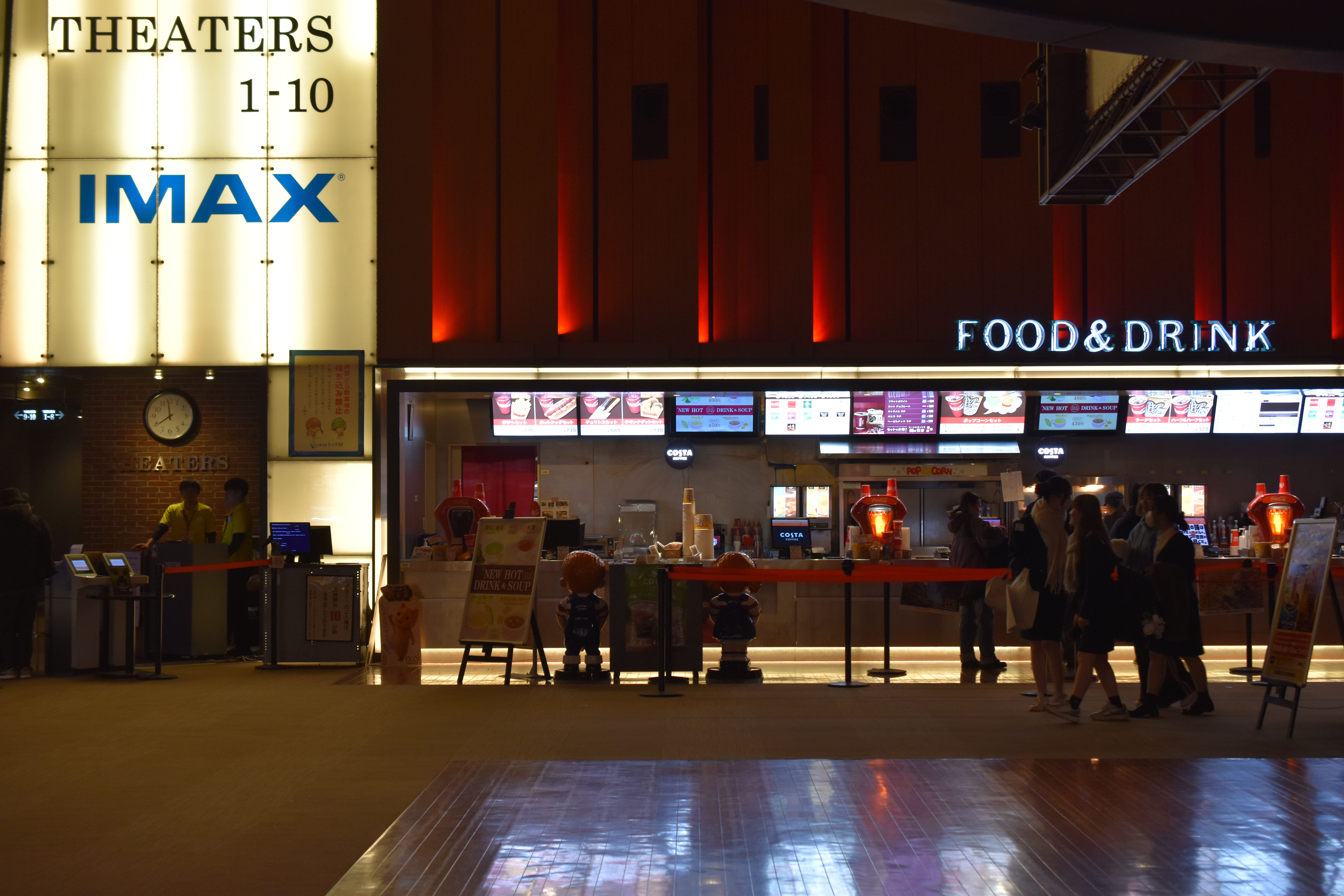
鹿児島ミッテ10（内観）

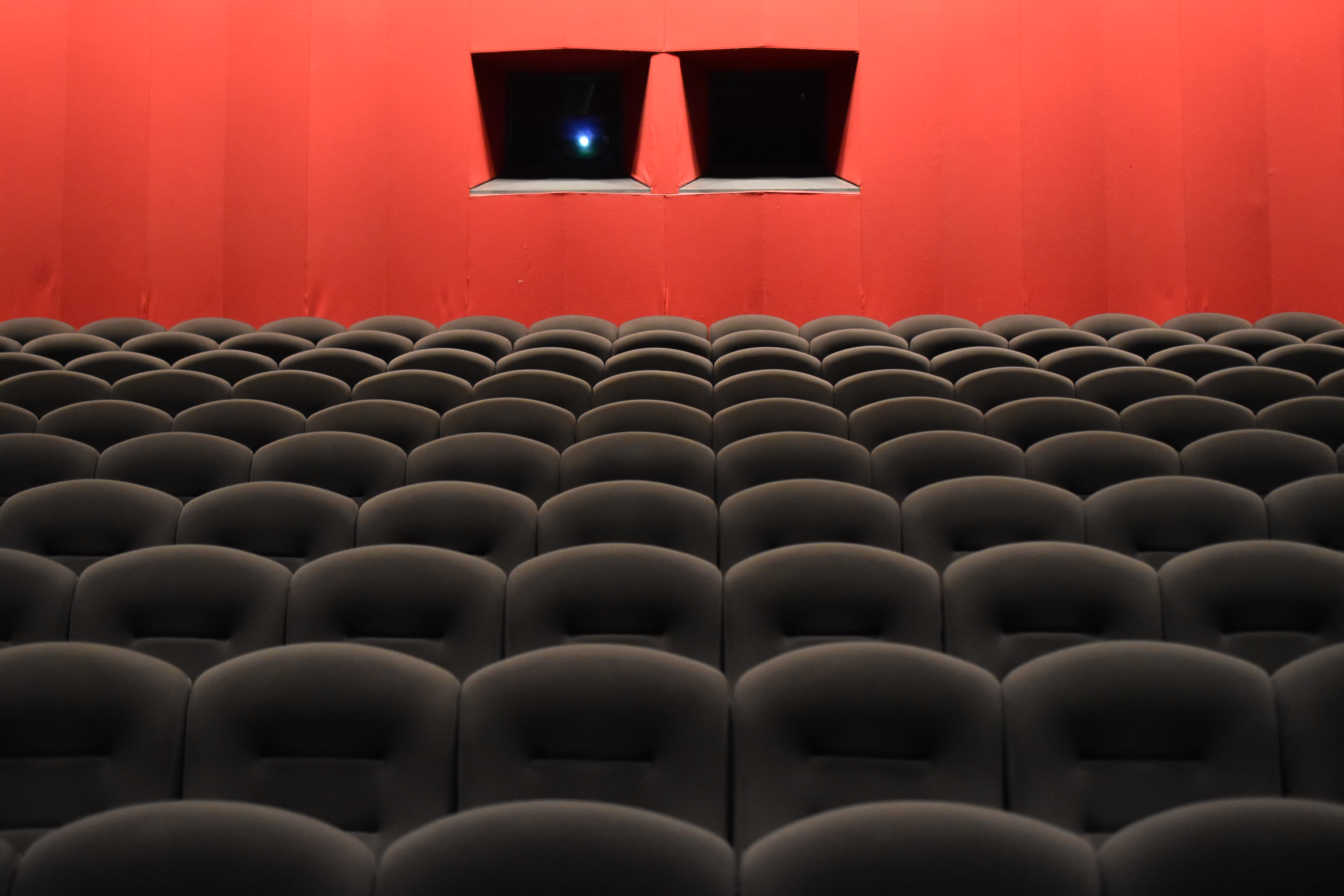
鹿児島ミッテ10（シアター7）

| 階                             | 本館 | 本館 | 本館 | 連絡路                               | プレミアム館                                                                             |
| ------------------------------ | --- | --- | --- | ------------------------------------ | ---------------------------------------------------------------------------------------- |
| 7F Culture & Life              | - | - | - |                                      | タワーレコード                                                                           |
| 6F SKY LOUNGE & CINEMA & ZAKKA | 鹿児島ミッテ10 (シネコン、10スクリーン、1,922席) TAITO STATION キャリーアン アミュラン(観覧車)                                                     | 鹿児島ミッテ10 (シネコン、10スクリーン、1,922席) TAITO STATION キャリーアン アミュラン(観覧車)                                                     | 鹿児島ミッテ10 (シネコン、10スクリーン、1,922席) TAITO STATION キャリーアン アミュラン(観覧車)                                                     |                                      | ハンズ                                                                                   |
| 5F AMU DINING & ZAKKA          | レストラン街(全9店舗) TAITO STATION セイカスポーツクラブ                                                                                           | レストラン街(全9店舗) TAITO STATION セイカスポーツクラブ                                                                                           | レストラン街(全9店舗) TAITO STATION セイカスポーツクラブ                                                                                           |                                      | ハンズ                                                                                   |
| 4F MODERN LIFE FACTORY         | 紀伊國屋書店、島村楽器 Francfranc、unico、JINS キデイランド/スヌーピータウンミニ、ABCクッキングスタジオ                                            | 紀伊國屋書店、島村楽器 Francfranc、unico、JINS キデイランド/スヌーピータウンミニ、ABCクッキングスタジオ                                            | 紀伊國屋書店、島村楽器 Francfranc、unico、JINS キデイランド/スヌーピータウンミニ、ABCクッキングスタジオ                                            |                                      | ハンズ                                                                                   |
| 3F MENS & LADIES SQUARE        | GAP、GAP Kids メンズビギ、ザ・ノース・フェイス ABCマート、ナイキアスレチックブース by ABCマート ユニクロ                                           | GAP、GAP Kids メンズビギ、ザ・ノース・フェイス ABCマート、ナイキアスレチックブース by ABCマート ユニクロ                                           | GAP、GAP Kids メンズビギ、ザ・ノース・フェイス ABCマート、ナイキアスレチックブース by ABCマート ユニクロ                                           |                                      | ユナイテッドアローズ グリーンレーベル リラクシング アーバンリサーチドアーズ              |
| 2F LADIES & MIX SQUARE         | DIESEL、アースミュージック&エコロジー | DIESEL、アースミュージック&エコロジー | DIESEL、アースミュージック&エコロジー | 連絡通路 鹿児島中央駅 コンコース     | アーバンリサーチ ジャーナルスタンダード アガット・セレクション                           |
| 1F GRAND STYLISH SQUARE        | ビームス、シップス ケイト・スペード・ニューヨーク ZARA、ビジンネス バイ サザビー ビアンカエポカ、ザ・ボディショップ マークスアンドウェブ、ゴディバ | ビームス、シップス ケイト・スペード・ニューヨーク ZARA、ビジンネス バイ サザビー ビアンカエポカ、ザ・ボディショップ マークスアンドウェブ、ゴディバ | ビームス、シップス ケイト・スペード・ニューヨーク ZARA、ビジンネス バイ サザビー ビアンカエポカ、ザ・ボディショップ マークスアンドウェブ、ゴディバ | アミュ広場                           | トゥモローランド スターバックス、サブウェイ ケンタッキーフライドチキン、ファミリーマート |
| B1F アミュチカ GARDEN          | 無印良品、マツモトキヨシ KALDI COFFEE FARM フレッシュアリーナしろやま サーティワンアイスクリーム、ふるさと市場(土産物街) 鹿児島味の小径(飲食店街)  | 無印良品、マツモトキヨシ KALDI COFFEE FARM フレッシュアリーナしろやま サーティワンアイスクリーム、ふるさと市場(土産物街) 鹿児島味の小径(飲食店街)  | 無印良品、マツモトキヨシ KALDI COFFEE FARM フレッシュアリーナしろやま サーティワンアイスクリーム、ふるさと市場(土産物街) 鹿児島味の小径(飲食店街)  | 地下連絡通路 つばめロード きらら通り | -                                                                                        |

地下連絡通路
地下連絡通路として、鹿児島中央駅桜島口（東口）側に公共地下通路「つばめロード」、同じく西口側に「きらら通り」があり、雨に濡れることなくキャンセビルなどと往来できることから、地元の買い物客はまずこのフロアを訪れることが多い。
- つばめロード - 鹿児島中央駅桜島口（東口）方面との連絡通路（公共地下通路）。
- きらら通り - 鹿児島中央駅西口方面との連絡通路。旧西鹿児島駅舎とホームを結んでいた通路を再利用したもので、ホームに上がる階段は残され倉庫として利用されている。

アミュラン
屋上に設置された観覧車で、直径約60 m、最大高約91 m、ゴンドラ36台でうち2台は県内初のシースルーゴンドラを採用している。1周約15分。愛称の「アミュラン」は、応募総数7,294通中23通の応募があり採用されたもので、「アミュ」はアミュプラザから、「ラン」は新幹線や街が走り出す「ラン(RUN)」、観覧車の「覧」からきている。他に応募のあった名称は「ひまわり」「チェリー」「桜島」「さくら」「つばめの巣」「スワロー」「サザンウィンド」「南風」などであった。アミュランの前にはベンチがあり、待ち合わせなどに利用されている。

### 立体駐車場
1,050台の自動車を収容可能な東第1立体駐車場、440台の自動車を収容可能な東第2立体駐車場、320台の自動車を収容可能な西立体駐車場があり、アミュプラザ鹿児島と同様、鹿児島ターミナルビル株式会社が運営している。
東第2立体駐車場は、2014年秋のアミュプラザ鹿児島プレミアム館開業に先駆け、2013年に東第1立体駐車場に隣接するJR社有地に増設された。

## 過去に存在したテナント
開業以来、半年周期でテナントの入れ替えが行われており、小規模なテナントは1年程度で撤退してしまうことも多い。ただし、4階 - 6階のテナントはほぼ固定されている。
- ピザーラエクスプレス（開業 - 2006年）
- ハローグリーンエブリー - 食料品スーパー（開業 - 2010年1月）
- HMV - CD・DVDショップ（開業 - 2010年9月）
- AMU STUDIO - エフエム鹿児島のサテライトスタジオ（開業 - 2013年3月）
- 佐世保バーガーログキット（2005年2月 - 2008年ごろ）[7]
- クリスピー・クリーム・ドーナツ - （2014年9月26日 - 2018年10月28日）
- ポケモンストア - （2014年8月1日 - 2021年7月11日）
- ドラッグイレブン - 地下1階フロア（不明 - 2022年8月31日）
- MOBY DICK - ハンバーグレストラン（開業 - 2023年4月9日）
- SHIBUYA 109 KAGOSHIMA - （開業当初は全18店舗、2014年9月26日 - 2023年10月22日）[注釈 4]

## 沿革

### ジェイアール九州山形屋
鹿児島中央駅（西鹿児島駅）に駅ビルを建設する構想は昭和40年代に遡る。1984年には鹿児島市と日本国有鉄道（国鉄）の協議会が再開発構想を発表し、国鉄分割民営化後の1990年にはJR九州と地元百貨店の山形屋が共同出店構想を打ち出して「ジェイアール九州山形屋」が核テナントとなることまで決定していたが、経済情勢等の理由で白紙撤回され実現していなかった。
ジェイアール九州山形屋としての施設計画は安井建築設計事務所とジョン・ポートマン・アンド・アソシエイツの共同で企画設計・実施設計を行った。地下2階地上8階建て、延床面積は8万3300m2、店舗面積は百貨店部分3万7000m2、専門店7100m2（約80店）、1993年（平成5年）9月着工、1995年（平成7年）10月1日開業予定として大規模小売店舗法に基づく出店計画を届け出、大規模小売店舗審議会九州審議部会では山形屋の店舗面積を20%カットすることで結審していた。

### 「アミュプラザ鹿児島」として再計画・開業

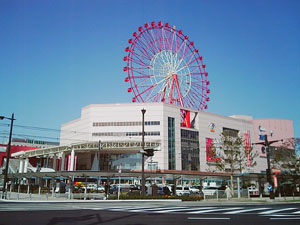
開業当時のアミュプラザ本館と駅舎

前計画の白紙化に伴いJR九州が独自に核テナントとして出店する計画となり、2001年にセゾングループ（当時）のパルコとコンサルタント契約を結び商業施設の形態などの検討を始めた。新幹線開通までの開業を目指していたが、事業内容の検討に時間がかかり2003年3月18日に着工、2004年1月に上棟式が行われ、最終的には新幹線開通に半年遅れての開業となった。約2000人に上る従業員の採用により、鹿児島県における失業率が下がるという影響も見られた。
開業前日の2004年9月16日には、開業記念式典を城山観光ホテルにおいて実施した。15時からプレオープンが行われる予定であったが、10分繰り上げて14時50分に開店した。1万人が列を作り、入場客数は5万8000人に達した。9月17日にグランドオープンとなり、当日は2200人が開店時点までに並び、10時開店予定であったものを混乱防止のために15分繰り上げて9時45分に開店した。当日は9万1000人が入館したが、午後には落雷の警戒のため2時間にわたって観覧車の運行を停止する一幕もあった。開業直後の週末には1日の入館客数が10万人を超える日もあった。
開業から1年での売上高は、目標の160億円を19%上回る191億円、入館者数は目標の1000万人を14%上回る1140万人であった。1日の平均入館者数は3万1000人であった。
2007年に鹿児島市南部の東開町にイオン鹿児島ショッピングセンター（現・イオンモール鹿児島）が開業して、鹿児島県最大の売り場面積の地位を明け渡すことになった。また、前年比で増加を続けてきた売り上げが減少に転じるなどの一時影響を受けたが、2008年からの段階的なリニューアルにより新規客層の開拓に成功し、売上は再び増加に転じている。
2012年5月には、桜島口大階段を撤去し、跡地を含む約2000平方メートルの土地に地上7階建て、延べ床面積8700平方メートルのアミュプラザ鹿児島の別館（アミュプラザ鹿児島プレミアム館）を建設する計画が発表された。建設地となった桜島口大階段の撤去工事は2013年6月10日より開始され、2013年10月には撤去が完了して建物本体の工事に着手した。オープン10周年を迎えた2014年9月25日に竣工式が執り行われ、2014年9月26日にアミュプラザ鹿児島プレミアム館として開業した。
2019年4月1日、運営会社の社名が鹿児島ターミナルビル株式会社から株式会社JR鹿児島シティに変更され、同時に株式移転をもってJR九州駅ビルホールディングス株式会社の子会社となった。

### 年表
- 2003年（平成15年）
  - 2月5日 - 鹿児島ターミナルビル株式会社設立。
  - 3月18日 - 駅ビルと立体駐車場に着工[18]。
  - 10月 - アミュプラザ鹿児島の名称決定[4]。
  - 11月1日 - アミュプラザ鹿児島東駐車場オープン
  - 12月6日 - アミュプラザ鹿児島西駐車場オープン
- 2004年（平成16年）
  - 1月21日 - アミュプラザ鹿児島上棟式[18]。
  - 7月27日 - 9月17日に開業することを正式発表、テナントは192店、うち鹿児島初出店は129店[19]。
  - 8月13日 - 観覧車の愛称「アミュラン」発表[6]。
  - 9月14日 - 観覧車先行搭乗者招待会、報道関係者への公開。
  - 9月16日 - プレオープンを実施。城山観光ホテルにおいて開業記念式典。フレスタかごしま一部改装完成、スターバックスなどが開店。
  - 9月17日 - アミュプラザ鹿児島グランドオープン[2]
- 2005年（平成17年）
  - 1月28日 - 入館者数500万人突破[20]。
  - 3月9日 - 正面外壁にデジタル時計を設置。
  - 6月18日 - アミュラン搭乗者数50万人突破。
  - 7月30日 - 入館者数1000万人突破[21]。
- 2006年（平成18年）5月1日 - 落雷によりアミュランが14分間停止。
- 2007年（平成19年）5月26日 - アミュラン搭乗者数100万人突破。
- 2008年（平成20年）3月 - 日本ショッピングセンター大賞2008年銀賞を受賞。
- 2009年（平成21年）12月5日 - 天文館地区との合同イベント開始。
- 2010年（平成22年）8月14日 - アミュラン搭乗者数150万人突破
- 2014年（平成26年）9月26日 - アミュプラザ鹿児島プレミアム館グランドオープン
- 2019年（平成31年 / 令和元年）- 運営会社の社名をJR鹿児島シティに変更[17]。
- 2023年（令和5年）4月14日 - AMU WE (アミュウィー）JR鹿児島中央ビルグランドオープン[22]

## 地元の反応
アミュプラザ鹿児島は、単なる駅ビルという枠を超えて、閉鎖的かつ排他的で守旧的傾向が色濃い鹿児島経済圏に多大なる刺激や変革を与えた「黒船」といわれている。顕著な例として、鹿児島市電の鹿児島中央駅前電停→天文館通電停の1日平均の乗降客総数が増加していることが挙げられ、また、九州新幹線沿線（特に薩摩川内市・出水市・熊本県水俣市）を含め、県境を超えた広域からの集客に成功し、鹿児島市への定期的な買物客が増加している。
周辺の不動産取引の基準となる地価公示や路線価は鹿児島県内で唯一、下落より横ばい、またはやや上昇に転じている。天文館以外の商業地域の活性化も促進され、鹿児島大学周辺の騎射場地区や鹿児島市南部の産業道路ロードサイドには県外から新業態の企業の進出が以前より盛んに見られるようになった。
しかし、県内初のシネマコンプレックス（ミッテ10）の開業の影響により、天文館地区の映画館が相次いで閉館し、天文館地区を中心に以前にも増して警戒感が強まっているのも事実である。天文館地区の2006年度の人通りはアミュプラザ開業前に比べて9 - 17%の減少となっており、山形屋も売り場の改装に踏み切るなどしている。一方で、2007年のイオン鹿児島ショッピングセンター開業に際しては、鹿児島市南部に位置するイオンとは商圏が異なるのに対して、アミュプラザと天文館は近接しているため、両者の回遊性を打ち出すことでイオンに対する「共闘」の呼びかけもなされた。郊外型の大型ショッピングセンターに対抗する都市部の共存共栄が検討されている。2009年（平成21年）12月5日からは天文館地区と中央駅地区の共同イベントが開催され、アミュプラザ鹿児島と山形屋で案内係が相互出迎えを行った。また、鹿児島中央駅地区の一番街商店街は、波及効果で人通りが一時的に2 - 3割増加した。しかしこれをつなぎとめられず、2006年度の調査では開業前に比べて人通りが13 - 37%の減少という結果となった。
前述のとおり、アミュプラザの開業後、市電の鹿児島中央駅前電停 - 天文館通電停間の乗客数が増加した。この区間を運行する市電2系統の月間収入は、前年同月比で約17 パーセントの増収となり、このうち約10 パーセントは駅ビルの開業の影響であると交通局では分析している。2007年11月24日には、「We Love 天文館協議会」が鹿児島市交通局と協力して、天文館に近い天文館通電停・いづろ通電停・朝日通電停の3箇所で9時30分から19時までの間に市電から降車する客の運賃を協議会がすべて負担することで無料化する「市電無料の日」という取組も行われた。